# Kimera (manga)
Kimera (キメラ?), estilizado como Ki*Me*Ra, es una serie de manga de género horror y shōnen-ai escrita e ilustrada por Kazuma Kodaka. El manga, el cual se compone de dos volúmenes, fue serializado en la revista Super Jump de la editorial Shueisha. En 1996, fue adaptado a un OVA teatral de 48 minutos por el estudio de animación Tōhō. Tanto el manga como el OVA fueron licenciados y lanzados en Norteamérica por A.D. Vision.
La historia se centra en un hombre llamado Osamu, quien se encuentra y enamora de un vampiro andrógino llamado "Kimera". Kimera ha sido capturado por la Fuerza Aérea, a la vez que es cazado por otros dos vampiros; uno de los vampiros desea usar la naturaleza hermafrodita de Kimera para revivir a su raza moribunda, mientras que el otro desea acabar con su vida para salvarlo de un destino que éste no desea.

## Argumento
Nota: El argumento que se presenta abajo pertenece al OVA y no al manga original.
Osamu y su amigo Jay son dos vendedores de cereales que se topan con lo que parece ser un accidente de carretera. La Fuerza Aérea que se encuentra en el sitio les ordena huir de inmediato, pero antes de poder hacerlo son inexplicablemente atacados por criaturas vampíricas. Osamu encuentra refugio en un remolque, lugar donde descubre a un hermoso ser andrógino llamado "Kimera", el cual se encuentra encerrado dentro de una cápsula criogénica. Osamu porta un colgante con un cascabel, cuyo sonido despierta a la criatura de la cápsula, quien además parece establecer una conexión psíquica con él. Sin embargo, Osamu es nuevamente atacado por un vampiro de cabello largo, mientras que otro de apariencia desfigurada parece defenderlo. Las criaturas desaparecen y, Osamu y Jay son llevados a la base de la Fuerza Aérea. Son liberados gracias a que el padre de Jay, el Dr. Gibson, forma parte del equipo de investigación de la misma.
El Dr. Gibson les advierte a ambos que olviden todo lo que ha sucedido, a pesar de que Jay exige respuestas. Dispuestos a encontrar una explicación, Jay y Osamu utilizan la tarjeta de identificación del Dr. Gibson para buscar a Kimera, con Osamu guiando el camino debido a que siente como Kimera lo guía en su dirección. Mientras tanto, el vampiro de cabello largo, Kianu, se infiltra en la instalaciones matando a gente en busca de Kimera. Este porta una brazalete con cascabeles que crea un sonido similar al colgante de Osamu. Otro de los miembros del equipo de investigación, el Dr. Fender, se reúne con el vampiro desfigurado, Ginzu, para discutir el estado del sistema "Madre", a la vez que Ginzu se queja de los alimentos sin vida que Fender les "trae", es decir, cadáveres.

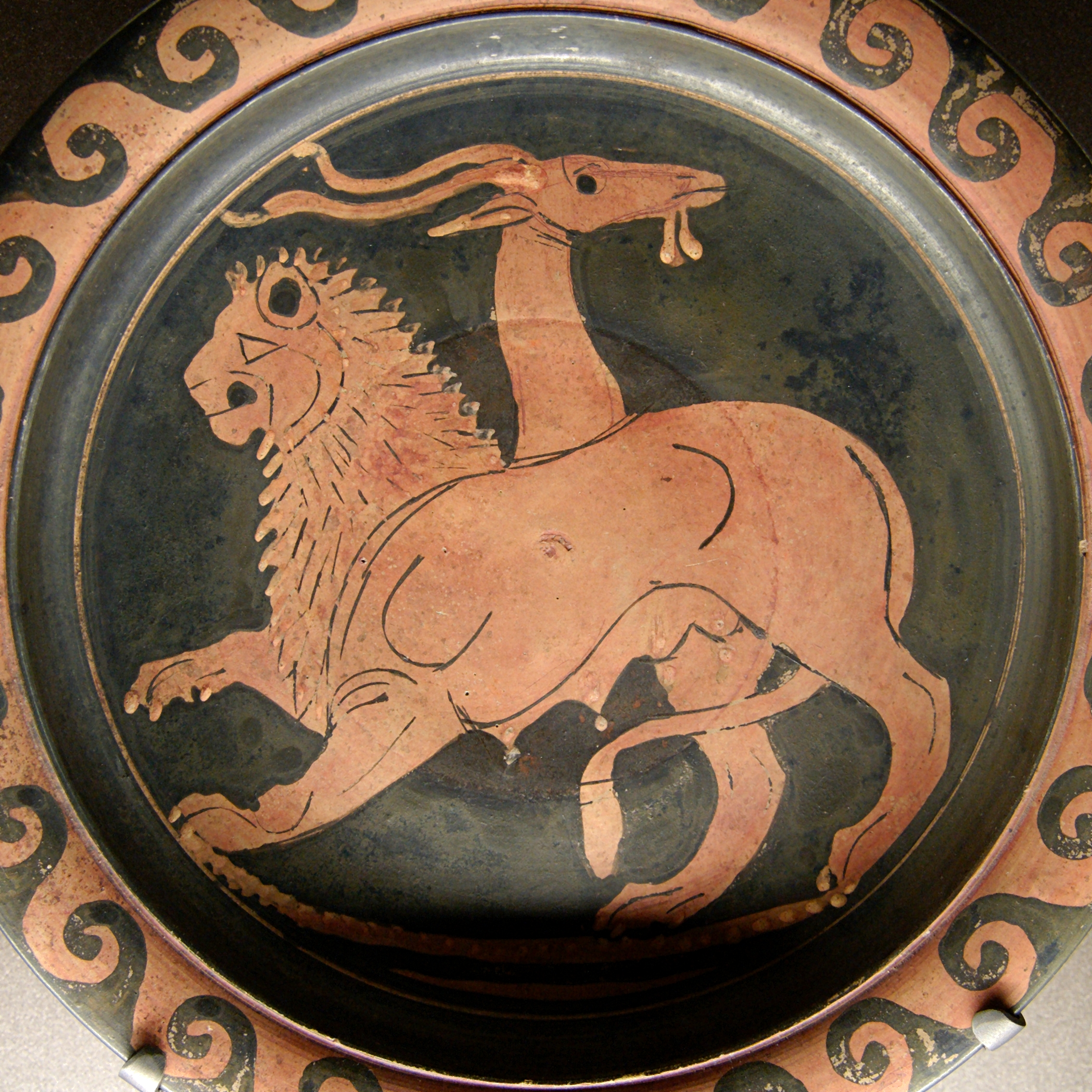
La criatura mitólogica Quimera. El término quimera o quimerismo se utiliza metafóricamente para describir individuos que tienen atributos combinados procedentes de fuentes diferentes. En el caso del manga, Kimera reúne características femeninas y masculinas.

Osamu y Jay encuentran y liberan a Kimera, pero Kianu los ataca de nuevo, explicando que Kimera provocará la destrucción del planeta. Luego de una explosión generada por Kimera, tanto él como Osamu desaparecen y no se encuentran en ninguna parte. Jay aprende de su padre que Kimera es en realidad un vampiro alienígena con órganos reproductivos masculinos y femeninos completamente funcionales, que arribó a la Tierra junto con otros dos individuos de su especie dos semanas antes, en lo que fue un incidente de meteorito. Kimera reaparece vagando por la ciudad, donde asesina a dos hombres que intentaron violarlo bebiendo su sangre. Osamu, a su vez, sueña con el pasado de Kimera y mediante estos sueños descubre que Kimera y Kianu solían estar enamorados. En el pasado, Kimera vivía pacíficamente, negándose a beber sangre y no teniendo ningún deseo de convertirse en "madre" —un individuo mediante el cual su raza se reproduce— después de ver lo que era realmente. Kimera vuelve a encontrarse con Osamu e intenta tener relaciones con él, aunque este le dice que no es Kianu. 
Más tarde, Ginzu captura a Kimera y ordena a Fender colocarlo en el "sistema Madre" con la esperanza de crear al menos dos o tres hijos antes de que Kimera agote su energía y muera. Le explica a Osamu que los vampiros en su planeta ya no son capaces de reproducirse y que sus antepasados habían sido traicionados por los humanos repetidamente a través de los siglos. También revela que los tres son hermanos y que su madre biológica era originalmente una mujer humana secuestrada. Los adultos en su planeta están muriendo y sólo Kimera es capaz de reproducirse, pero ni Ginzu o Kianu pueden tener hijos con él debido a que son infertiles. Osamu debe hacerlo en su lugar, pero un hijo entre ambos significaría el fin de la Tierra.
Kianu arriba y se enfrenta a Ginzu, mientas que Fender conecta Kimera al sistema y posteriormente es traicionado y asesinado por Ginzu. Herido e incapaz de liberar a Kimera, Kianu le pide a Osamu que mate a Kimera en su lugar. Mientras Osamu se prepara para disparar, el edificio se derrumba matando a Ginzu y Kianu. Jay encuentra el cascabel de Osamu en los escombros y llora a su amigo creyendo que está muerto. Sin embargo, cerca del final se ve a Osamu junto a Kimera en el desierto y conduciendo hacia un destino desconocido. Aunque sabe que Kimera cree erróneamente que él es Kianu y que su hijo juntos puede destruir el mundo, Osamu tiene esperanzas para el futuro y se siente feliz de estar enamorado de Kimera.

## Personajes
Osamu (修?)
Voz por: Yasunori Matsumoto, Brett Weaver (inglés)
Kimera (キメラ?)
Voz por: Nobuo Tobita, Kim Sevier (inglés)
Jay Gibson (カケス・ギブソン Jei Gibuson?)
Voz por: Ryōtarō Okiayu, Tristan MacAvery (inglés)
Kianu (紀伊ユー?)
Voz por: Jūrōta Kosugi, Bryan Bounds (inglés)
Ginzu (ジン動?)
Voz por: Mugihito, Guil Lunde (inglés)
Dr. Gibson (ギブソン Gibuson?)
Voz por: Kinryū Arimoto, Robert Peeples (inglés)

## Recepción
La recepción habida del OVA fue en gran parte negativa, principalmente debido a la falta de contexto histórico y el vago desarrollo de los personajes, sumado a las diferencias con el manga original. Los espectadores expresaron una mala respuesta hacia los rasgos hermafroditas de Kimera, sosteniendo que es un hombre y no una mujer. De hecho, en la versión original lanzada en Japón, Kimera es un hombre. Esta confusión pudo haberse generado como resultado de discrepancias en la traducción debido a los pronombres neutros de género utilizados en el idioma japonés, y al intento de apelar a un mercado mucho más amplio de la audiencia inicialmente prevista de shōnen-ai.
El arte del manga ha sido elogiado por Yū Watase.